# Jürgen Saler
Jürgen Saler (* 4. Oktober 1977 in Knittelfeld) ist ein ehemaliger österreichischer Fußballspieler auf der Position eines Mittelfeldspielers.

## Karriere
Saler begann seine Karriere bei seinem Heimatverein Red Star Knittelfeld in der Steiermark. Nachdem er in der Jugend des SK Sturm Graz gespielt hatte, kam er 1996 zum DSV Leoben in die 2. Division. 1998 ging es weiter nach Wien zum Bundesligisten SK Rapid Wien, dem er fünf Jahre lang die Treue hielt. Er war anfangs sogar Stammspieler der Grün-Weißen und wurde 1999 und 2001 jeweils Vizemeister. Während seiner weniger erfolgreichen Zeit in Wien gewann er am 20. Februar 2002 bei der österreichischen Lottoziehung 6 aus 45 zusammen mit einem weiteren Gewinner mit sechs richtigen Zahlen den Jackpot in Höhe von je 376.822 Euro. Im gleichen Jahr wurde er auch erstmals Vater eines Sohnes, knapp eineinhalb Jahre später folgte eine Tochter.
Nachdem die Kapfenberger SV 2003 in die zweithöchste österreichische Spielklasse aufgestiegen war, entschied sich Saler nach Kapfenberg zu wechseln. Dort feierte er in der Saison 2007/08 den Aufstieg in die Bundesliga. Doch Saler verließ den Verein im Sommer 2008 und unterschrieb beim damals noch als Spielgemeinschaft auftretenden Regionalligisten WAC/St. Andrä. Einen Schicksalsschlag hatte er daraufhin ab März 2009 zu bewältigen, als seine Ehefrau und Mutter der beiden Kinder im Schlaf einen Schlaganfall erlitt und er sich für die monatelange Rehabilitierung seiner Frau beurlauben ließ. 2010 gelang dem Verein mit Jürgen Saler als Führungsspieler noch der Aufstieg in die Erste Liga, ehe er für wenige Monate zum Landesligisten FC Zeltweg wechselte, bei dem er noch im Dezember gleichen Jahres seine Karriere als Aktiver, vor allem verletzungsbedingt und aufgrund der privaten Umstände, beendete. Zu diesem Zeitpunkt hatte er bereits diverse Trainerangebote vorliegen, nahm jedoch keines davon an, um sich um seine Familie zu kümmern.
Im September 2013 wurde er zum neuen Trainer des Oberliga-Klubs ESV Knittelfeld berufen, beendete dieses Engagement aufgrund Erfolglosigkeit jedoch nach zwei Jahren wieder. Beruflich ist er heute als Versicherungsvertreter der Generali Gruppe Österreich tätig. Im Februar 2017 engagierte ihn der ESV Knittelfeld erneut als Trainer der ersten Kampfmannschaft; dieses Engagement hielt bis zum Sommer desselben Jahres.

## Erfolge
mit dem SK Rapid Wien
- 2× österreichischer Vizemeister: 1998/99 und 2000/01

mit dem Kapfenberger SV
- 1× Meister der zweitklassigen Ersten Liga: 2007/08

mit dem WAC/St. Andrä
- 1× Meister der drittklassigen Regionalliga Mitte: 2009/10